# Province de La Corogne
La province de La Corogne (en galicien et officiellement : Provincia da Coruña ; en espagnol : Provincia de La Coruña) est une des quatre provinces de la communauté autonome de Galice, dans le nord-ouest de l'Espagne. Sa capitale est la ville de La Corogne.

## Géographie

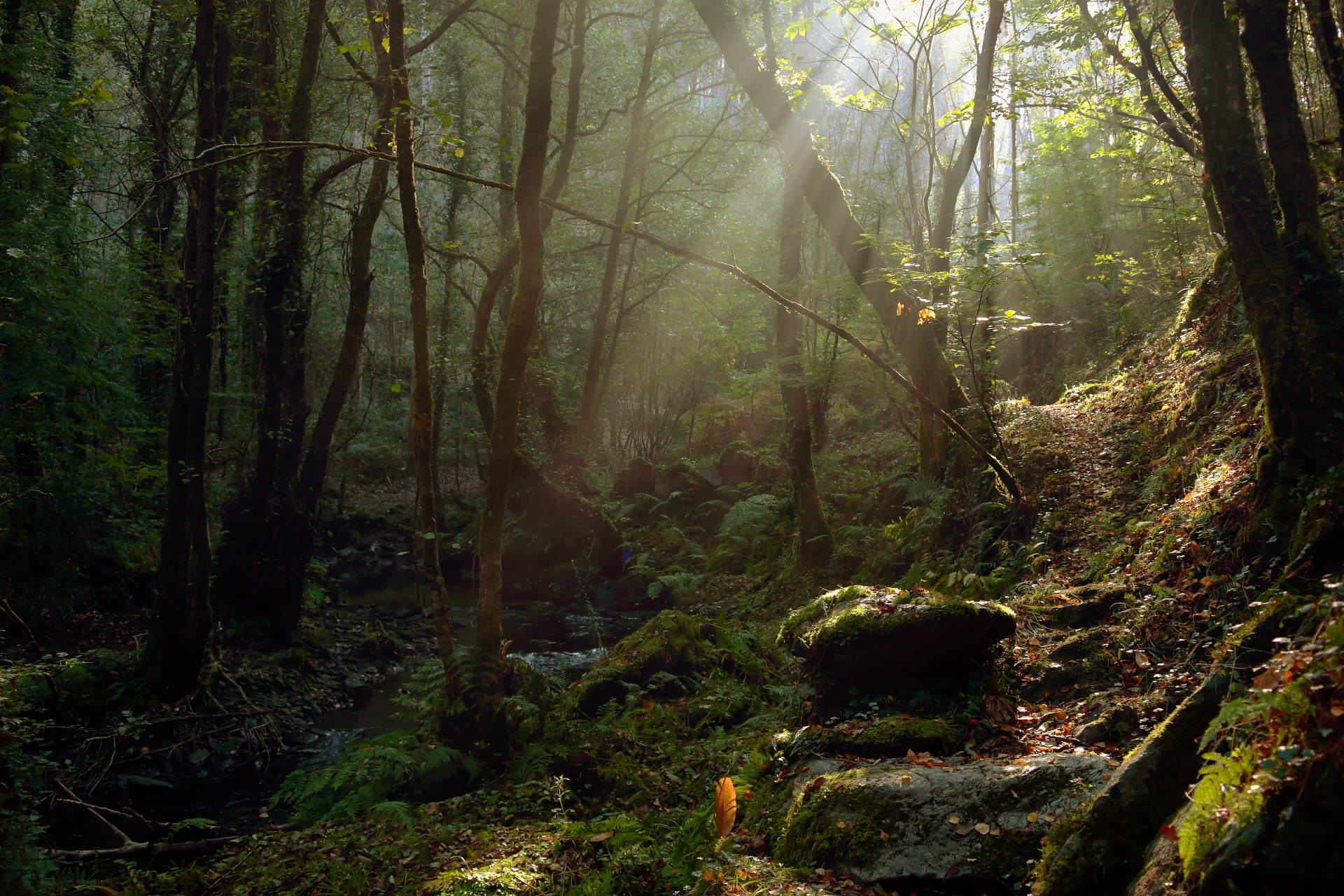
Sous-bois dans le site du réseau Natura 2000 Betanzos - Mandeo dans la province de La Corogne. Septembre 2015.

La province de La Corogne est située à la pointe nord-ouest de la Galice et aussi de l'Espagne. Elle est limitée au nord et à l'ouest par l'océan Atlantique, à l'est par la province de Lugo et au sud par la province de Pontevedra.

## Population
La ville de La Corogne, sa capitale, Saint-Jacques-de-Compostelle, siège du gouvernement (Xunta de Galicia) et du parlement autonomes de Galice, et Ferrol sont les trois villes les plus peuplées de la province.

## Comarques de la province
La province de La Corogne est divisée, par le décret 65/1997 du gouvernement autonome de Galice (Xunta de Galicia) en dix huit comarques :
| Nom officiel en galicien | Chef-lieu                    |
| ------------------------ | ---------------------------- |
| Arzúa (comarque)         | Arzúa                        |
| O Barbanza               | Ribeira                      |
| A Barcala                | Negreira                     |
| Bergantiños              | Carballo                     |
| Betanzos (comarque)      | Betanzos                     |
| A Coruña (comarque)      | La Corogne                   |
| O Eume                   | Pontedeume                   |
| Ferrol (comarque)        | Ferrol                       |
| Fisterra (comarque)      | Fisterra                     |
| Muros (comarque)         | Muros                        |
| Noia (comarque)          | Noia                         |
| Ordes (comarque)         | Ordes                        |
| Ortegal (comarque)       | Ortigueira                   |
| Santiago (comarque)      | Saint-Jacques-de-Compostelle |
| Comarque de Sar          | Padrón                       |
| Terra de Melide          | Melide                       |
| Terra de Soneira         | Vimianzo                     |
| Comarque de Xallas       | Santa Comba                  |